# 古谷一行の金田一耕助シリーズ
古谷一行の金田一耕助シリーズ（ふるやいっこうのきんだいちこうすけシリーズ）では、横溝正史の推理小説「金田一耕助シリーズ」を原作とする、古谷一行主演のテレビドラマシリーズについて説明する。いずれもTBS系で放送された、以下のシリーズがある。
- 連続ドラマシリーズ『横溝正史シリーズI』『横溝正史シリーズII』
- 2時間ドラマシリーズ『名探偵・金田一耕助シリーズ』

なお、古谷は大林宣彦監督による1979年公開の映画『金田一耕助の冒険』にも主演しているが、これについては当該項目を参照。

## 概要

### 横溝正史シリーズI・II（概要）
『横溝正史シリーズ』は、TBS系で毎週土曜日22:00 - 22:55に放送された。毎日放送と（旧）角川春樹事務所の企画。
第1シリーズは1977年4月2日から10月1日まで、第2シリーズは1978年4月8日から10月28日まで放送。
毎日放送と東宝、大映京都・映像京都、三船プロダクションとの共同製作で、劇場映画経験豊富なベテランスタッフを投入した豪華な制作陣が話題となった。本シリーズのように制作プロダクションが作品毎に変わる制作体制は珍しく、他に同例は見られない。毎日放送プロデューサーの青木民男は当時のインタビューで、凝った美術で定評のある大映京都と東宝の競作を狙ったと語っている。三船プロは第2シリーズのみの参加である。音楽は、第1シリーズは真鍋理一郎（大映担当分）と中村八大（東宝担当分）が分担、第2シリーズは真鍋が単独で担当した。エンディングタイトルの映像も、第1シリーズは大映と東宝で別々のもの（それぞれ、工藤栄一監督、出目昌伸監督）を用いていたが、第2シリーズは全話共通（池広一夫監督）である。なお、第1話担当監督の工藤栄一は7年前の東京12チャンネル番組『江戸川乱歩シリーズ 明智小五郎』でも第1話を担当しており、ともに第1話のみしか担当していない。また、東宝担当分は、この時期の東宝テレビドラマの通例どおり、東宝スタジオではなく国際放映スタジオで製作されている。
第1シリーズ本放映時には、最高視聴率が41.5%を獲得するなど話題作となった。
主役の金田一耕助はすべて古谷一行が演じ、古谷が初めて金田一を演じたのもこのシリーズである。「原作通りの姿による古谷の金田一」は毎日放送の青木民男プロデューサーの意向によるものであり、金田一役に古谷一行を指名したのは毎日放送副社長令嬢であった。各作品第2話以降の冒頭では、古谷一行の「ぼく、金田一耕助です」という台詞から始まるナレーションで、それまでのあらすじが語られる。
ほとんどの作品で警察幹部が長門勇演ずる日和警部に置き換えられているのも特徴である。日和が登場しないのは『犬神家の一族』『獄門島』の2作のみで、原作通り前者には橘署長、後者には磯川警部が登場する。また、『三つ首塔』『悪魔が来りて笛を吹く』では原作の警部と同姓の等々力刑事が日和警部の部下として登場する。『本陣殺人事件』で岡山県警の警部であった日和が『三つ首塔』で警視庁の警部として登場した際、金田一に対して「栄転じゃ」と説明し、そのあと『悪魔が来りて笛を吹く』でも警視庁の警部として登場した。しかし、『悪魔の手毬唄』で再び岡山県警の警部として登場した際や第2シリーズで長野県や静岡県も含めた各地に登場した際には、『不死蝶』で管轄外活動（休暇を取って金田一の後を追っている）として描写されているのを除いて、特に明確な説明はされていない。なお、『八つ墓村』では金田一が駐在巡査に対して「本庁の日和警部」と紹介しているが、「本庁」が県警本部を指すのか警視庁ないし警察庁を指すのか明らかでない。
原作の分量に合わせて放送回数を決めるというスタイルで制作されている。第1シリーズは原作に比較的忠実に作られているが、第2シリーズでは登場人物の属性を大きく変えたり原作では移動している物語の舞台を固定したりするなどの大きな改変がみられ、原作には登場しない金田一を登場させている場合（『真珠郎』、『仮面劇場』）もある。また、両シリーズとも推理小説としての論理整合に無頓着な傾向があり、例えば以下のような問題がある。
- 『犬神家の一族』では松子が旧宅へ出向いて佐智を殺害しており、出向いた理由やアリバイが成立した理由が不明である。
- 『本陣殺人事件』では金田一が「久―村への道順」を店先で尋ねるが、その目的は説明されない。
- 『悪魔が来りて笛を吹く』では原作通りの密室トリックを前半で提示しながら、それを解明しない。
- 『八つ墓村』では里村慎太郎の役割が不明確であり、殺害された理由の説明も曖昧である。
- 『仮面舞踏会』では槇恭吾の殺害や死体移動を誰がどのように実行したのかが明確に説明されない。
- 『仮面劇場』では虹之助の卓抜した嗅覚など盲聾を前提とした設定を原作通りとしながら、最後には盲聾が全くの演技であったとしている。

現在、大映・映像京都制作作品が角川エンタテインメント、東宝および三船プロダクション制作作品がキングレコードよりDVDソフト化されている。
2025年4月14日からBS松竹東急にて7作品を放送予定。
- 『犬神家の一族』：4月14日 - 5月12日（月曜 19:00 - 20:00）
- 『黒猫亭事件』：4月19日 - 26日（土曜 19:00 - 20:00）
- 『真珠郎』：5月3日 - 17日（土曜 19:00 - 20:00）
- 『悪魔の手毬唄』：5月19日 - 6月23日（月曜 19:00 - 20:00）
- 『不死蝶』：5月24日 - 6月7日（土曜 19:00 - 20:00）
- 『本陣殺人事件』：6月14日 - 28日（土曜 19:00 - 20:00）
- 『八つ墓村』：6月23日 - 27日（月曜 - 金曜 14:59 - 16:00）

### 名探偵・金田一耕助シリーズ（概要）
1983年からTBS系の2時間ドラマ枠「ザ・サスペンス」にて放映開始された。同番組の終了後は、映画番組枠（「月曜ロードショー」、「水曜ロードショー」）や改編期の特別番組として「横溝正史スペシャル」と銘打って放送された。映画番組枠の廃止に伴う「水曜ロードショー」の終了により、再び「月曜ドラマスペシャル」、「月曜ミステリー劇場」などの2時間ドラマ枠で放映されるようになり、2005年まで続いた。当時の金田一人気に肖って好評を得て、息の長いシリーズになったといえる。
当初は「名探偵金田一耕助の傑作推理」というシリーズ名であったが、ビデオソフト化された際に「名探偵・金田一耕助シリーズ」と付けられて以降はこちらが使用されている。2008年に、BS-i（現：BS-TBS）で再放送されたタイトルには「金田一耕助の傑作推理」と表記されていた。
他では映像化されることの少ない短編や戦前作品に原作を多く仰いだのが大きな特徴である。特に初期には、第1作として代表作の1つである『本陣殺人事件』を取り上げたあと第2作から第10作まで、それまで映像化されていなかった（ただし第7作『不死蝶』のみは1回きり映像化された）作品である。中期の第11作から第19作までは劇場映画も含む映像化がされている代表的な長編が主となるが、その間にも映像化されたことのない作品が3作取り上げられている。後期の第20作以降は再び映像化されたことのない作品が主となり、例外は『黒猫亭事件』が第28作『トランプ台上の首』の原作の1つになっていることを含めて4作である。
結果的には、金田一もの全長編28作を上回る32本が製作されたにもかかわらず、半数近い13長編が摘み残された形になった。意欲作に属するとされる長編のうち『犬神家の一族』『夜歩く』『迷路荘の惨劇』『白と黒』『仮面舞踏会』は取り上げられなかった。また、戦後の倶楽部雑誌などで発表された金田一物の通俗長編（映画化されたことのある『幽霊男』『吸血蛾』をはじめ、『悪魔の寵児』『夜の黒豹』など）は一切取り上げられていない。毎日放送版の15作については、そのうち10作がリメイクされた結果になっている。
金田一が登場しない作品の転用も多くみられ、由利麟太郎ものである『木乃伊の花嫁』を原作とする第2作など5作品は原作に金田一が全く登場しない。原作の設定を部分的に踏襲するのみでストーリーは新たに創作した作品も多く、そのうち第4作『霧の山荘』、第12作『魔女の旋律』（『空蝉処女』が原作）、第19作『女王蜂』、第24作『幽霊座』、第32作『神隠し真珠郎』（『真珠郎』が原作）では原作の人物設定を少なからず残しているが、第17作『三つ首塔』、第26作『悪魔の仮面』（『薔薇の別荘』が主な原作）では人物設定もほとんど残っていない。その一方で、第28作『トランプ台上の首』（実質的には『黒猫亭事件』が原作）、第29作『水神村伝説殺人事件』（『車井戸はなぜ軋る』が原作）のように、状況設定を大きく変えながらも、ストーリーの大きな流れや主要トリックを原作通り踏襲している作品もある。後期には第31作『白蝋の死美人』など、複数の短編を組み合わせた事例もある。
毎日放送版と同じネット、同じ古谷の主演、オリジナルキャラクターであった日和警部の名でハナ肇（毎日放送版第1作の署長役）の助演と、続編的なイメージで始まったシリーズだが、実際は制作局、制作会社、プロデューサーと全て一新された体制となっている。共通する主要スタッフは脚本で岡本克己（毎日放送版1回、TBS版3回）、安倍徹郎（毎日放送版2回、TBS版1回）、監督で斎藤光正（各1回）のみ。製作会社は東阪企画だが、第3作までは毎日放送版の多くをてがけた映像京都が製作協力として孫請け（ただしスタジオは毎日放送版の大映京都に替り京都映画）、第4作はこれが東京のにっかつ撮影所に替わり、以降両社が何本かおきに孫請けを分担している。メイン監督となったのは東映京都撮影所出身の関本郁夫監督で、本数が多いだけでなく、劇場映画化されたことのあるメジャー原作9本のうち6本を独占的に手掛けている。前半期には関本も含めロマンポルノ経験者の監督登板も目立った（16本中9本。後半は16本中関本のみの4本。毎日放送版では15作品中ゼロ）。
金田一の相棒役は「横溝正史シリーズI」の第1作『犬神家の一族』で橘署長を演じていたハナ肇が等々力警部（第3作までは「日和警部」）役を演じていた（第7作『不死蝶』のみ矢崎滋が神崎警部（原作の神崎署長）を演じた）が、1993年9月にハナが亡くなったため、第19作『女王蜂』では中継ぎ的に名古屋章が亀山警部を演じ、第20作『悪魔の唇』よりハナと同じクレージーキャッツのメンバーであった谷啓が河合警部役で引き継いでいる。なお、第11作『悪魔の手毬唄』には等々力警部も登場するが、むしろ藤岡琢也が演じる磯川警部がメインの相棒役である。
等々力警部（日和警部）や河合警部は第1作『本陣殺人事件』を除く各作品の冒頭で金田一とすでに親しい関係であり、それまでの作品でのやりとりを前提とした科白なども少なくない。しかし、各作品の事件発生地に応じて所属が警視庁、岡山県警、長野県警、京都府警、大阪府警、神奈川県警と変化しており、その矛盾を解消しようとする演出は見られない。ただし、各作品における所属の管轄外へ出かける設定は多々見られる。
第22作まではフィルム制作（ただし第5作からはビデオ編集が施されており、画質やテロップなど差異がある）。第23作からビデオ制作で第31作と第32作はHD制作。
全作品がビデオ化されDVDマガジンとして発売された。

## キャスト

### 主人公
金田一耕助
演 - 古谷一行
私立探偵。「推理に行き詰まると逆立ちをする」という癖がある。これはこのシリーズ独自の設定であり、金田一が複雑な事件の謎を解こうとするとき、まったく関係ないことをして、フッと素晴らしい推理がひらめくような、独特な何かがあったらいいと古谷が監督の工藤栄一に提案し、ギターや知恵の輪など、いろいろなアイデアが出るうちに、工藤が「キミ、逆立ちできる？」と尋ね、古谷が「できます」と答えたことから生まれたものである。

### 警察関係者
複数作品に登場する警察関係者。
日和勇
演 - 長門勇（横溝正史シリーズI・II）、ハナ肇（名探偵・金田一耕助シリーズ）
階級は警部。鼠が苦手。原作には登場しない。
- 横溝正史シリーズI・IIでは『犬神家の一族』『獄門島』以外の全作品に登場。
- 名探偵・金田一耕助シリーズでは『本陣殺人事件』〜『獄門岩の首』に登場。

等々力
演 - 早川保（横溝正史シリーズI・II）、ハナ肇（名探偵・金田一耕助シリーズ）
日和の部下の刑事（横溝正史シリーズI・II）。階級は警部（名探偵・金田一耕助シリーズ）。
- 横溝正史シリーズI・IIでは『三つ首塔』『悪魔が来りて笛を吹く』に登場。
- 名探偵・金田一耕助シリーズでは『霧の山荘』〜『香水心中』『殺人鬼』〜『迷路の花嫁』に登場。

磯川
演 - 有島一郎（横溝正史シリーズI・II）、藤岡琢也（名探偵・金田一耕助シリーズ）
階級は警部。
- 横溝正史シリーズI・IIでは『獄門島』に登場。
- 名探偵・金田一耕助シリーズでは『悪魔の手毬唄』に登場。

河合
演 - 谷啓（名探偵・金田一耕助シリーズ）
階級は警部。
- 『悪魔の唇』〜『神隠し真珠郎』に登場。

宮村
演 - 尾美としのり（名探偵・金田一耕助シリーズ）
階級は巡査。
- 『水神村伝説殺人事件』『人面瘡』『白蝋の死美人』に登場。

### その他
かね
演 - 野村昭子（横溝正史シリーズI）
金田一耕助探偵事務所に勤めるおばさん。原作には登場しない。
松山節子
演 - 鷲尾真知子（名探偵・金田一耕助シリーズ）
金田一耕助が滞在する割烹旅館「松月」の女将。「松月」は『白蝋の死美人』では鎌倉に所在、他は原作通り大森に所在すると考えて矛盾しない。
- 『悪魔が来りて笛を吹く』『病院坂の首縊りの家』『迷路の花嫁』『白蝋の死美人』に登場。

### ゲスト
横溝正史シリーズI / 横溝正史シリーズII / 名探偵・金田一耕助シリーズ

#### 横溝正史シリーズI（1977年）
第1作「犬神家の一族」
- 犬神佐兵衛（犬神財閥の創始者） - 岡田英次
- 犬神松子（佐兵衛の腹違いの娘・長女） - 京マチ子
- 犬神竹子（佐兵衛の腹違いの娘・次女） - 月丘夢路
- 犬神梅子（佐兵衛の腹違いの娘・三女） - 小山明子
- 犬神佐清（松子の息子） - 田村亮
- 犬神佐智（梅子の息子） - 松橋登
- 犬神佐武（竹子の息子） - 成瀬正
- 犬神小夜子（梅子の娘） - 丘夏子
- 犬神寅之助（竹子の夫） - 西山辰夫
- 犬神幸吉（梅子の夫） - 堀内一市
- 野々宮珠世（大弐の孫） - 四季乃花恵
- 青沼静馬（菊乃の息子） - 田村亮（二役）
- 青沼菊乃（佐兵衛の愛人） - 吉本真由美
- 古舘恭三（弁護士） - 西村晃
- 猿蔵（犬神家の下男） - 新海丈夫
- トヨ（犬神家の使用人） - 小林泉
- キヨ（「那須ホテル」女中） - 井上聡子
- 志摩久平 - 石原須磨男
- 大山（神主） - 溝田繁
- 野々村大弐（珠世の祖父） - 北原将光
- 橘（署長） - ハナ肇
- 木村（刑事） - 遠山欽
- 藤崎（鑑識員） - 田中弘史

第2作「本陣殺人事件」
- 一柳賢蔵（一柳家当主） - 佐藤慶
- 一柳三郎（賢蔵の弟） - 荻島真一
- 一柳鈴子（賢蔵の妹） - 西崎みどり
- 一柳糸子（賢蔵の母） - 淡島千景
- 一柳伊兵衛（賢蔵の叔父） - 北村英三
- 久保銀造（克子の叔父） - 内藤武敏
- 久保克子（賢蔵の新婦） - 真木洋子
- 白木静子（克子の元同僚） - 松村康世
- 糸子の亡夫 - 中村錦司
- 清水京吉（三本指の男） - 草野大悟
- 県警本部長 - 菅貫太郎
- 山田（刑事） - 金井進二

第3作「三つ首塔」
- 宮本音禰 - 真野響子
- 高頭五郎 - 黒沢年男
- 上杉誠也（音禰の叔父・大学教授） - 佐分利信
- 佐竹建彦（音禰の叔父） - 米倉斉加年
- 鬼頭庄七 - 小池朝雄
- 志賀雷蔵 - 小松方正
- 古坂史郎 - ピーター
- 佐竹由香利 - 大関優子
- 笠原薫 - 岡尚美
- 島原明美 - 三原葉子
- 法然和尚 - 殿山泰司
- 高頭俊作 - 草薙良一
- 上杉品子（誠也の姉） - 露原千草
- しげや（上杉家の女中） - 川上夏代
- 黒川（弁護士） - 加藤和夫
- ナレーション - 納谷悟朗（クレジット無し）

第4作「悪魔が来りて笛を吹く」
- 椿秌子（英輔の妻） - 草笛光子
- 椿英輔（元子爵） - 江原真二郎
- 椿美禰子（英輔の娘） - 檀ふみ
- 新宮利彦（秌子の兄・元子爵） - 長門裕之
- 新宮一彦（利彦の息子） - 星正人
- 新宮華子（利彦の妻） - 岩崎加根子
- 三島東太郎（椿家の書生） - 沖雅也
- 玉蟲公丸（秌子の叔父・元伯爵） - 加藤嘉
- 菊江（玉蟲の妾） - 中山麻里
- 目賀重亮（秌子の主治医） - 観世栄夫
- 信乃（秌子の乳母） - 原泉
- 「三春園」女将 - 三崎千恵子
- おすみ（「三春園」女中） - 児島美ゆき
- 河村辰五郎 - 寄山弘
- 小夜子 - 足立登美子
- 妙海尼（堀井駒子） - 東郷晴子
- 慈道 - 吉田義夫
- お玉 - 冨田恵子
- お種（椿家の女中） - 白石幸子
- 出川（刑事） - 森次晃嗣

第5作「獄門島」
- 了然（千光寺住職） - 中村翫右衛門
- 荒木（村長） - 河原崎国太郎
- 村瀬幸庵（漢方医） - 金子信雄
- 鬼頭嘉右衛門（本鬼頭先代） - 滝沢修
- 鬼頭与三松（本鬼頭当主） - 仲谷昇
- 鬼頭早苗（千万太の従妹） - 島村佳江
- 鬼頭月代（千万太の妹） - 梶原恵
- 鬼頭雪枝（千万太の妹） - 立枝歩
- 鬼頭花子（千万太の妹） - 萩奈穂美
- 鬼頭千万太（与三松の息子） - 角野卓造
- 竹蔵（本鬼頭の潮つくり） - 江幡高志
- 了沢（千光寺典座） - 原康義
- 鬼頭儀兵衛（分鬼頭当主） - 富田仲次郎
- お志保（儀兵衛の後妻） - 浜木綿子
- 鵜飼章三（分鬼頭の居候） - 三善英史
- お小夜（与三松の妻） - 葉山葉子
- 勝野（嘉右衛門の妾） - 斎藤美和
- 清公（床屋） - 三遊亭若円遊
- 清水（巡査） - 河原崎長一郎

第6作「悪魔の手毬唄」
- 青池リカ（「亀の湯」女将） - 佐藤友美
- 青池歌名雄（リカの息子） - 高岡健二
- 青池里子（リカの娘） - 池波志乃
- 別所千恵子（歌手の大空ゆかり） - 夏目雅子
- 別所春江（千恵子の母） - 川口敦子
- 別所辰蔵（春江の兄） - 矢野宣
- 由良五百子（由良家の隠居） - 村瀬幸子
- 由良敦子（由良家先代の未亡人） - 大塚道子
- 由良敏郎（由良家当主） - 浜田雅史
- 由良泰子（敦子の娘） - 渡井直美
- 仁礼嘉平（仁礼家当主） - 鈴木瑞穂
- 仁礼文子（嘉平の娘） - 新海百合子
- 咲枝（嘉平の妹） - 松村康世
- 五郎（村の青年） - 島米八
- お幹（「亀の湯」女中） - 三戸部スエ
- いと（「井筒屋」女将） - 日色ともゑ
- 多々羅放庵 - 小沢栄太郎
- 本多（医師） - 永井智雄
- 新聞記者 - 宍戸錠
- 木村（巡査） - 東野英心

#### 横溝正史シリーズII（1978年）
第1作「八つ墓村」
- 寺田辰弥（田治見家の跡取り） - 荻島真一
- 森美也子（分家の未亡人） - 鰐淵晴子
- 田治見要蔵（辰弥の父・26年前村人32人を惨殺） - 中村敦夫
- 田治見久弥 - 中村敦夫（二役）
- 田治見春代（辰弥の腹違いの姉） - 松尾嘉代
- 田治見小竹（辰弥の大叔母） - 毛利菊枝
- 田治見小梅（辰弥の大叔母） - 新海なつ
- 諏訪（弁護士） - 内田朝雄
- 井川鶴子（辰弥の母） - 神崎愛
- 井川丑松（辰弥の母方の祖父） - 北村英三
- 濃茶の尼・妙蓮 - 白木万里
- 梅幸尼 - 東竜子
- 久野恒美（医師） - 永井智雄
- 里村慎太郎 - 草薙幸二郎
- 片岡吉蔵（博労） - 山本清
- 尼子義久 - 横光克彦
- 尼子の落武者 - 木村元
- 飲み屋のおやじ - 梅津栄
- 村のよろず屋 - 常田富士男
- カズコ（よろず屋の娘） - 津山登志子
- 工藤（巡査） - 江幡高志

第2作「真珠郎」
- 椎名肇（城北大学英文科講師） - 原田大二郎
- 鵜藤 - 岡田英次
- 鵜藤由美（鵜藤の姪） - 大谷直子
- 乙骨三四郎（城北大学東洋哲学講師） - 中山仁
- 了潤（和尚） - 加藤嘉
- オトゾウ - 藤原釜足
- 真珠郎 - 早川絵美

第3作「仮面舞踏会」
- 鳳千代子（女優） - 草笛光子
- 笛小路篤子（泰久の母） - 乙羽信子
- 笛小路美沙（千代子の娘） - 村地弘美
- 笛小路泰久（千代子の2番目の夫・俳優） - 久保明
- 飛鳥忠熙（実業家・千代子の婚約者） - 木村功
- 津村真二（千代子の4番目の夫・作曲家） - 佐原健二
- 槇恭吾（千代子の3番目の夫・画家） - 小笠原弘
- 古田（千代子のマネージャー） - 柳生博
- 的場英明 - 内田稔
- 田代信吉 - 三ツ木清隆
- ミチ（看護婦） - 大田黒久美
- 村上多岐（飛鳥家の女中） - 露原千草
- 村上一彦（多岐の息子） - 津野哲郎
- 桜井鉄雄（熙子の夫） - 若尾義昭
- 桜井熙子（忠熙の娘） - 皆川妙子
- 日比野（警部補） - 田中幸四郎
- 刑事 - 柿沼大介

第4作「不死蝶」
- 鮎川マリ（ブラジルのコーヒー王アルフォンゾ・ゴンザレスの養女） - 竹下景子
- 矢部杢衛（矢部家当主） - 小沢栄太郎
- 矢部慎一郎（杢衛の長男） - 山本昌平
- 矢部峯子（慎一郎の妻） - 岩崎加根子
- 矢部都（慎一郎の娘） - 栗田ひろみ
- 矢部英二（杢衛の次男） - 新田章
- 宮田文蔵（峯子の兄） - 植木等
- 玉造康雄（玉造朋子の甥） - 江木俊夫
- 古林徹三（矢部家の遠縁） - 松山照夫
- 河野朝子（マリの家庭教師） - 松村康世
- カンポ（マリと母・君江の用心棒） - ジョン・パーム
- 田代（記者） - 山本紀彦
- 神崎（射水署署長） - 浜田寅彦

第5作「夜歩く」
- 古神八千代（古神家の娘） - 范文雀
- 屋代寅太（鉄之進の甥） - 谷隼人
- お柳さま（八千代の母・古神家先代の後妻） - 南風洋子
- 仙石鉄之進（古神家の執事） - 伊藤雄之助
- 仙石直記（鉄之進の息子） - 村井国夫
- お喜多（守衛の乳母） - 原泉
- 古神守衛（八千代の腹違いの兄） - 清水綋治
- 古神四方太（古神家先代の弟） - 菅貫太郎
- 蜂屋小市（画家・八千代の婚約者） - 岸田森
- お藤（古神家の女中） - 小林伊津子
- お静 - 松沢千恵
- 駐在 - 鮎川浩

第6作「女王蜂」
- 大道寺智子 - 片平なぎさ
- 速水欣造 - 神山繁
- 神尾秀子 - 岡田茉莉子
- 多門連太郎 - 夏夕介
- 速水蔦代 - 岩本多代
- 速水文彦 - 坂東正之助
- 大道寺槇 - 南美江
- 遊佐三郎（漁師） - 赤塚真人
- 姫野東作（使用人） - 田中春男
- 九十九龍馬 - 川合伸旺
- 日下部達哉 - 菊池太
- 大道寺琴絵（大道寺家の娘・故人） - 斉藤恵子
- 香月写真館の店主 - 天草四郎
- 山下（巡査） - 三谷昇

第7作「黒猫亭事件」
- お繁（酒場「黒猫亭」マダム） - 太地喜和子
- 風間俊六 - 近藤洋介
- 糸島大伍（お繁の夫） - 田口計
- 日兆 - 池田秀一
- 「松月」女将 - ひろみどり
- お君（「黒猫亭」元女給） - 井上聡子
- 早坂（支配人） - 浜田雄史
- 浜本（風間建設労務者） - 野崎善彦
- 長谷川（巡査） - 多賀勝
- 村井（刑事） - 田中弘史

第8作「仮面劇場」
- 大道寺綾子（大道寺家の未亡人） - 司葉子
- 志賀恭三（甲野兄妹の従兄） - 池部良
- 虹之助（三重苦の少年） / 志賀琴絵（恭三の妹） - 長尾深雪
- 大道寺珠代（綾子の義妹） - 新村礼子
- 甲野梨枝子（甲野兄妹の母） - 富田恵子
- 甲野静馬 - 富川澈夫
- 甲野由美 - 服部妙子
- 鵜藤五郎（甲野家の寄宿人） - 睦五郎
- 藤原キヨ（大道寺家の女中） - 菅井きん
- 深町君枝（大道寺家の女執事） - 野中マリ子
- 尼僧 - 堀永子
- 松造 - 山本一郎
- 志賀恭介（恭三の父） - 斉藤晴彦
- 鈴木（院長） - 下條正巳
- 藤原源造（大道寺家の運転手） - 柳谷寛
- 巡査 - 松尾文人
- 刑事 - 柿沼大介
- - 三ツ矢雄二　(ノンクレジットだが声だけ出演している)

第9作「迷路荘の惨劇」
- 篠崎慎吾（金田一耕助の恩人） - 三橋達也
- 篠崎倭文子（古舘の元妻） - 浜木綿子
- 糸 - 千石規子
- 古舘辰人（古舘家当主・元伯爵） - 仲谷昇
- 古舘一人（古舘家先代・故人） - 西沢利明
- 古舘加奈子 - 御道由紀子
- 天坊邦武（古舘の叔父・元伯爵） - 伊豆肇
- 速水譲治 - 桑原大輔
- 戸田タマ子（女中） - 秋谷陽子
- 尾形静馬 - 滝沢双
- 村田（刑事） - 小鹿番
- 刑事 - 明石勤

#### 名探偵・金田一耕助シリーズ（1983年 - 2005年）
第1作「本陣殺人事件」（1983年）
- 一柳賢蔵（一柳家当主、克子の婚約者） - 西岡徳馬
- 一柳三郎（賢蔵の弟） - 本田博太郎
- 一柳鈴子（賢蔵の妹） - 牛原千恵
- 一柳糸子（賢蔵の母、先代の未亡人） - 高峰三枝子
- 一柳伊兵衛（賢蔵の叔父） - 山内明
- 久保銀造（金田一耕助の恩人） - 下條正巳
- 久保克子（銀造の姪） - 山本みどり
- 白木静子（克子の親友、女子高教師） - 大塚良重
- 三本指の男 - 東悦次
- 日和警部の上司 - 芝本正

第2作「ミイラの花嫁」（1983年）
- 鮎沢慎一郎（京都の豪商） - 田村高廣
- 鮎沢京子（慎一郎の娘） - 根本律子
- 緒方大介（京子の元恋人） - 速水亮
- 緒方八重子（緒方の妹） - 松岡明美
- 鷲尾正道（京子の婚約者） - 三ツ木清隆
- 田上松雄 - 天本英世
- 朝吹佐和子（生花の師匠） - 茅島成美
- 栗田（慎一郎の腹心） - 野上祐二
- 神城トメ（蚕農） - 紅萬子
- トメの娘 - 福田まさ子
- カヨ（下宿屋の娘） - 斉藤リカ
- 村人 - 永田光男
- 吉本捜査課長 - 西園寺章雄
- 草野刑事 - 下塚誠

第3作「獄門岩の首」（1984年）
- 蓮池幾代（「熊の湯」女将） - 久保菜穂子
- 蓮池道子（幾代の姪） - 沢亜樹
- 蓮池達夫（幾代の夫） - 小林芳宏
- 蓮池慶市（道子の息子） - 吉川和寛
- 鎌田玄蔵（炭焼き） - 夏木勲
- 桃太郎（芸者） - 西川峰子
- 里村恭三（「熊の湯」の客） - 西沢利明
- 土井（「熊の湯」の客） - 加納竜
- 香川千代（「熊の湯」の客） - 桂川京子
- 菊（「熊の湯」の仲居） - 山本千代美
- 服部（「熊の湯」の客） - 武村明
- 内山（「熊の湯」の客） - ホープ豊
- 伊豆（御倉沢町役場職員） - 池田律生
- 片山（医師） - 楠年明
- 井口（警官） - 野崎善彦
- 筒井（刑事） - 諸木淳郎

第4作「霧の山荘」（1985年）
- 紅葉照子（女優） - 岡田茉莉子
- 水木謙二（照子の元恋人・故人） - 冨家規政
- 岡部竜彦（水木のそっくりさん） - 冨家規政（二役）
- 岡崎平太（照子の運転手） - 山本昌平
- 山本武彦（照子の甥、小説家志望） - 西田健
- 江馬容子（照子の姪） - 松本留美
- 上条晶雄（映画監督） - 織本順吉
- 渡瀬洋三（カメラマン） - 平野稔
- 秋葉恒平（東亜シネマ宣伝部長） - 田中明夫
- 佐久間次郎（葬儀屋、元助監督） - 三谷昇
- 小林（刑事） - 中丸新将
- 医師 - 門脇三郎
- 田島信三（照子の夫・故人） - 片岡五郎
- 山荘の家主 - 影山英俊
- 犬の飼い主 - 小川隆市

第5作「死仮面」（1986年）
- 上野里枝（君子の姉、夏代の秘書） - 萬田久子
- 川島夏代（君子の姉、参議院議員・川島女子学園校長） - 加茂さくら
- 川島圭介（夏代の養子、川島女子学園教師） - 速水亮
- 山内君子/葉山京子（経営者一族の娘、踊り子） - イヴ
- 加藤静子（夏代・里枝・君子の母、元名妓） - 初井言榮
- 白井澄子（川島女子学園3年） - 小林聡美
- 古屋（川島女子学園舎監） - 水城蘭子
- 岡本（事務員） - 坂口真也
- 夏代の主治医 - 武川信介
- 内海（弁護士） - 仙波和之
- 野口慎吾（美術店店主、彫刻家） - 有働智章
- 野口の大家 - 門脇三郎
- 宿屋の女将 - 石堂洋子
- 女子寮生 - 水谷優子、福家美峰
- 山口（刑事） - 江藤博利
- 桂（刑事） - 江藤漢

第6作「香水心中」（1987年）
- 常磐松代（トキワ商会社長） - 高峰三枝子
- 常磐松樹（取締役総務部長、松代の長男の子） - 山下規介
- 常磐松彦（研究所次長、松代の次男の子） - 田中隆三
- 常磐松子（女子大生、松代の三男の子） - 日下由美
- 上原省三（松代の側近） - 河原崎建三
- 小林美代子（常盤家の遠縁） - 高樹澪
- 市介（使用人） - ストロング金剛
- 中川ふみ（家政婦） - 大方斐紗子
- 常磐家主治医 - 穂積隆信
- 解剖医 - 菅貫太郎
- 青野太一（ブローカー） - 草薙幸二郎
- 青野百合子（太一の妻） - 明日香尚
- 京子 - 川島美津子
- 岡田（警部補） - 吉沢健
- 別荘の管理人 - 久木念

第7作「不死蝶」（1988年）
- 鮎川マリ（富豪の後継者） - 有森也実
- 鮎川君江（マリの母） - 有森也実（二役）
- 矢部杢衛（矢部家当主） - 内田朝雄
- 矢部峯子（慎一郎の妻） - 宮下順子
- 矢部都（慎一郎の娘） - 佐倉しおり
- 矢部慎一郎（杢衛の息子） - 清川新吾
- 矢部英二（慎一郎の弟） - 世古陽丸
- 宮田文蔵（峯子の兄） - 神山繁
- 古林徹三（峯子の元愛人） - 勝部演之
- 玉造靖男 - 大野正敏
- 玉造由紀子 - 宿利千春
- 由紀子の祖母 - 進藤幸
- 麻子（マリの世話人） - 川島美津子
- カンポ（マリの使用人） - ウガンダ
- 神崎（警部・射水署捜査課長） - 矢崎滋
- 神父 - 野村昇史
- 水口虎雄（町長） - 有馬昌彦
- 平野 - 山口真司
- 列車の乗客 - 藤木悠
- 家政婦 - 有田麻里

第8作「殺人鬼」（1988年）
- 賀川達也（加奈子の同棲相手） - 清水綋治
- 賀川梅子（達也の妻・学園理事長） - 星由里子
- 亀井加奈子（淳吉の妻） - 藤真利子
- 亀井淳吉（加奈子の夫・戦争に行ったまま行方不明） - 笹野高史
- 梅子の娘 - 田山真美子
- お化け屋敷の男 - 嵯峨周平
- モク拾いの女 - 田岡美也子
- モク拾いの男 - 大村千吉
- 刑事 - 富川澈夫、伊藤昌一

第9作「死神の矢」（1989年）
- 古館睦夫（考古学者） - 山口崇
- 古館早苗（睦夫の娘） - 長山洋子
- 佐伯立子（古館家の家政婦） - 松尾嘉代
- 松野鶴子（早苗のバレエの先生） - 汀夏子
- 三田村文代（元バレエ団のプリマ・故人） - 麻生えりか
- 相良恵子（早苗の友人） - 土屋貴子
- 高見沢康雄（早苗の花婿候補） - 嵯峨周平
- 神部大助（早苗の花婿候補） - 大村波彦
- 伊沢透（早苗の花婿候補） - 藤本幸広
- ジョン駒田（元ボクサー） - 小船秋夫
- 明美（ジョンの恋人、ダンサー） - 久仁亮子
- 山本（刑事） - 草薙幸二郎

第10作「薔薇王」（1989年）
- 日疋源蔵（日疋家当主、美樹子の父） - 中尾彬
- 日疋静子（美樹子の母） - 松原智恵子
- 日疋美樹子（日疋家の娘） - 渡辺典子
- 久世謙介（美紀子の婚約者） - 榎木孝明（幼少期：岡雄大）
- 久世ゆかり（謙介の妹） - 草薙かおり（幼少期：松永寿乃）
- 久世謙一郎（謙介・ゆかりの父） - 西園寺章雄
- 久世美代（謙介・ゆかりの母） - 久保田靖子
- 吾郎（美樹子の幼馴染） - 山内としお
- 美江（源蔵の愛人） - 川島美津子
- 小林（刑事） - 諸木淳郎
- 金井（刑事） - 森下鉄朗
- 下村（交番の巡査） - 大迫英喜
- 吉田（唐木邸の管理人） - 北見唯一
- 小六（久世家族の目撃者） - 森秀人
- 小料理屋の女将 - 宮田圭子

第11作「悪魔の手毬唄」（1990年）
- 青池リカ（湯治場「亀の湯」女主人） - 有馬稲子
- 青池歌名雄（リカの息子） - 石黒賢
- 青池里子（リカの娘） - 浅野愛子
- 由良敦子（由良家〈枡屋〉の未亡人） - 江波杏子
- 由良泰子（由良家の娘） - 小沢幹子
- 由良敏郎（由良家当主） - 多々納斉
- 由良五百子（由良家のご隠居） - 津島道子
- 仁礼嘉平（仁礼家〈秤屋〉当主） - 加藤武
- 仁礼文子（仁礼家の娘） - 夏海京子
- 仁礼咲枝（嘉平の妹） - 白川和子
- 別所千恵子（別所家〈錠前屋〉の娘・歌手の大空ゆかり） - 伊藤つかさ
- 別所春江（千恵子の母） - 大橋芳枝
- 多々羅放庵（元庄屋の老人） - 汐路章
- 恩田幾三（詐欺師） - 西園寺章雄
- 立花（警部補） - 光石研
- 本多（医師） - 山村弘三
- 刑事 - 加藤正記

第12作「魔女の旋律」（1991年）
- 水島珠生（精一郎の妻） - 伊藤かずえ（幼少期：山内理恵子）
- 清水みずほ（記憶喪失の女性） - 伊藤かずえ（二役）（幼少期：太田美樹）
- 本堂啓一（旅館の息子） - 沖田浩之
- 本堂祥子（啓一の妹） - 奥田圭子
- 朝倉精太郎（朝倉家当主） - 穂積隆信
- 朝倉精一郎（精太郎の長男） - 河原崎次郎
- 朝倉精四郎（精一郎の異母弟） - 萩原流行
- 朝倉ツル（精太郎の妻） - 酒井久美子
- 精四郎の妻 - 川島美津子
- 精四郎の手下 - 長江英和
- 新川鉄次郎（水島総一郎のいとこ） - 山本清
- 清水伝之助（みずほの父） - 花岡秀樹
- 本堂綾乃（旅館の女将） - 長内美那子
- 鳥居キク - 坂本和子
- 使用人 - 桃山みつる
- 乗馬指導者 - 石山律雄
- バイオリン指導者 - 芝本正
- 人見（刑事） - 青木卓司
- 金田一耕助（少年期） - 青井敏之

第13作「八つ墓村」（1991年）
- 寺田辰弥（化粧品セールスマン・多治見家の後継者） - 鶴見辰吾
- 多治見要蔵（辰弥の父・26年前に村人32人を殺害し行方不明） - ジョニー大倉
- 多治見久弥（辰弥の兄） - ジョニー大倉（二役）
- 多治見小梅（要蔵の伯母） - 北城真記子
- 多治見小竹（要蔵の伯母） - 高橋芙美子
- 多治見春代（辰弥の姉） - 浅田美代子
- 森美也子（多治見家の遠縁） - 夏木マリ
- 井川鶴子（辰弥の母） - 小沢幹子
- 井川丑松（辰弥の祖父） - 浜村純
- 里村慎太郎（要蔵の甥） - 朝日完記
- 久野恒美（医師） - 戸浦六宏
- 新居修平（医師） - 西園寺章雄
- 英泉（僧侶） - 田中公行
- 洪禅（蓮光寺の住職） - 徳田興人
- 梅幸尼 - 楠本光子
- 濃茶の尼 - 堀永子
- 久野よしえ（久野の妻） - 藤山喜子
- 要蔵の妻 - 三星登史子
- お島（家政婦） - 夏海京子
- 銀川（警部） - 石井愃一
- 稲村（警官） - タンクロー
- 吉蔵（村人） - 北見唯一
- 下宿のおばさん - 小笠原町子
- 刑事 - 神田瀧夢
- 八つ墓村役場職員 - 松尾勝人

第14作「悪魔が来りて笛を吹く」（1992年）
- 椿美禰子（英輔の娘） - 西村知美
- 椿英輔（元子爵） - 石濱朗
- 椿秌子（美禰子の母） - 金沢碧
- 椿東太郎（美禰子の兄） - 石黒賢
- 信乃（秌子の乳母） - 高山千草
- お種（家政婦） - 宮島依里
- 新宮利彦（美禰子の叔父） - 清水章吾
- 新宮華子（利彦の妻） - 松坂隆子
- 新宮一彦（利彦の息子） - 川上たけし
- 玉虫公丸（美禰子の大叔父） - 根上淳
- 菊江（玉虫の愛人） - 志水季里子
- 目賀重亮（英輔の主治医） - 立川三貴
- 飯尾富三郎（天銀堂事件の真犯人） - 石濱朗（二役）
- 刑事 - 小林正季
- 旅館の女将 - 川島美津子
- バー「お松」の店主 - 川口節子

第15作「女怪」（1992年）
- 持田虹子（金田一耕助の学生時代の恋人） - 丘みつ子（幼少期：高橋真理）
- 跡部通泰（祈祷師） / 賀川春樹（貿易商） - 中条きよし
- 持田恭平（虹子の亡夫） - 西山辰夫
- 谷村貞夫（虹子の弟） - 四禮正明（幼少期：秋葉雄太）
- おすわ（貞夫の養母） - 大橋芳枝
- 寺坂（跡部所有の修行場の管理人） - 織本順吉
- 川上（医師） - 森秀人
- 駐在 - 坂本あきら
- 巫女 - 松村康世
- 種子（バー「虹子」のホステス） - 紅萬子
- 和尚 - 徳田興人

第16作「病院坂の首縊りの家」（1992年）
- 法眼弥生（法眼家の実権を握る女） - 山本陽子
- 法眼滋（弥生の夫・法眼病院院長） - 河原崎建三
- 法眼由香利（弥生の娘） - 川上麻衣子
- 法眼琢也（弥生の元夫） - 西園寺章雄
- 法眼千鶴（弥生の母） - 伊吹友木子
- 山内小雪（冬子の娘） - 川上麻衣子（二役）（幼少期：福岡香純）
- 山内敏男（弥生と猛蔵の息子・小雪の義兄） - 宇梶剛士（幼少期：植田正人）
- 山内冬子（琢也の愛人） - あいはら友子
- 五十嵐猛蔵（弥生の義父） - 岡田正典
- 本條徳兵衛（本條写真館主人） - 梅津栄
- 本條直吉（徳兵衛の息子） - 光石研
- 吉沢英二（ミュージシャン） - 高山広
- 高輪署警部補 - 市原清彦
- 刑事 - 朝日完記
- 住職 - 徳田興人

第17作「三つ首塔」（1993年）
- 座光寺音禰（雷蔵の養女） - 安永亜衣
- 座光寺雷蔵（玄蔵の息子） - 鶴田忍
- 座光寺玄蔵（資産家） - 伴勇太郎
- 座光寺由香利（雷蔵の実娘・音禰の妹） - 武田京子
- 座光寺蝶子（玄蔵の娘） - 山口美也子
- 宮本薫（俊作の母） - 大谷直子（幼少期：尾後あすか）
- 宮本俊作（薫の息子、座光寺玄蔵の遺産相続人） - 高川裕也（幼少期：小沢翔）
- 古坂史郎（薫の幼馴染・警察官） - 岡本信人
- 島村今朝三（蝶子の夫） - 朝日完記（幼少期：吉本修平）
- 武内大弐（薫の父） - 水上保広
- かぎや旅館女将 - 紅萬子
- 医師 - 松尾勝人

第18作「迷路の花嫁」（1993年）
- 滝川直衛（恭子の父） - 小坂一也
- 滝川綾子（恭子の母） - 赤座美代子
- 滝川恭子（綾子の娘） - 荻野目慶子
- 植草欣之助（恭子の婚約者） - 宮川一朗太
- 建部多門（心霊術師） - 中尾彬
- 宇賀神薬子（霊媒師） - 大橋芳枝
- 宇賀神奈津女（薬子の弟子、建部の情婦） - 吉川十和子
- 河村清吉（薬子の書生） - 嵯峨周平
- 本道千代吉（松葉杖の男） - 佐川満男
- 本道恭太（千代吉の息子） - 中西勇太
- 吉野瑞枝（建部の弟子） - 川島美津子
- 植草たか子（欣之助の母）- 矢代京子
- 小林カメ（霊媒師） - 奥丁啓子
- 滝川旅館の仲居 - 松村康世
- 橋本（出石署刑事） - 井上博一
- 教授 - 高桐真
- 警官 - 多賀勝一
- 医師 - 岡村嘉隆

第19作「女王蜂」（1994年）
- 大道寺智子（大道寺家の一人娘） - 墨田ユキ（幼少期：及川佳奈）
- 大道寺琴絵（智子の母） - 墨田ユキ（二役）
- 大道寺欣造（智子の義父・大道寺家当主） - 原田芳雄
- 神尾秀子（大道寺家の金庫番） - 沢田亜矢子
- 遊佐三郎（智子の見合い相手） - 嵯峨周平
- 三宅嘉文（智子の見合い相手） - 清水冠助
- 駒井泰次郎（智子の見合い相手） - 藤原考一
- 印南連太郎（大道寺家の奉公人） - 粟津號（幼少期：浅井博基）
- 日下部達也（智子の父） - 松田吉博
- ひさえ（家政婦） - 塚本加成子
- おたえ（大道寺家の先祖） - 丹羽美那子
- 亀山（警部） - 名古屋章
- 小宮（元刑事） - 山村弘三
- 刑事 - 朝日完記、東田達夫、池田勝志
- 警官 - タンクロー
- 旅芝居役者 - 結城市朗

第20作「悪魔の唇」（1994年）
- 水原ユカリ（朱実の友人・女優） - 吉川十和子
- 坂巻啓蔵（ユカリの恋人・泰三の会社社員） - 田中実
- 古川ナツ子（小島家の家政婦） - 神谷けいこ
- 小島朱実（泰三の妻） - 村尾かおり
- 渡部（泰三の会社社員） - 蟷螂襲
- 都築勝彦（歌手） - 稲健二
- 園部竜次（都築の友人） - 白国秀樹
- 藤野磯吉（アパート管理人） - 火野正平
- 小島泰三（会社社長） - 天田俊明
- 撮影所の監督 - 徳田興人
- 旅館の女将 - 矢代京子
- 園部の家主 - 小笠原町子
- 志村（刑事） - 榊原利彦
- 三浦（刑事） - 伊庭剛
- 新井（刑事） - 塩川健司
- 田村（巡査） - 北見唯一
- 検視官 - 結城市朗

第21作「悪魔の花嫁」（1995年）
- 鶴田菊雄（鶴田家主人） - 古尾谷雅人
- 鶴田弓枝（菊雄の婚約者、澄枝の妹） - 高橋ひとみ
- 鶴田鮎子（菊雄の娘） - 金丸恵
- 鶴田陽一郎（弓枝の弟） - 青井敏之（幼少期：米原良佑）
- 河内忠雄（菊雄の弟、絵描き） - 沢向要士
- 笹野桑造（執事） - 六平直政
- 葵旅館女将 - 宮田圭子
- 村木育子（家政婦） - 大橋芳枝
- 宇津木香織（恭平の妹） - 松永麗子
- 宇津木恭平（香織の兄、京都日報記者・故人） - 柴田善行
- 鶴田澄枝（菊雄の前妻・故人） - 村尾かおり
- 立野正吉（不動産会社社長） - 田中公行
- 近藤豊彦（薬剤師） - 諸木淳郎
- 宅間史郎（弁護士） - 水上保広
- 木田大助（山伏） - 佐川満男
- 室戸三郎（山伏） - 青木卓司
- 故買屋 - 渡辺哲
- 和菓子屋 - 北見唯一
- 鈴木（刑事） - 伊庭剛
- 野沢（刑事） - 嵯峨周平

第22作「呪われた湖」（1996年）
- 志賀秋子（保健婦） - 多岐川裕美（幼少期：及川佳奈）
- 北神浩一郎（龍蔵の息子） - 石橋保
- 北神龍蔵（北神家当主） - 室田日出男
- 北神恭平（龍蔵の甥） - 金子研三
- 御子柴八重（由紀子の母） - 鰐淵晴子
- 御子柴由紀子（浩一郎の婚約者） - 白石ひとみ
- 西神順三（西神家当主） - 田畑猛雄
- 西神康雄（順三の息子） - 根津修平
- 菅原九十郎（村外れに住む男） - 立川三貴
- かおる（秋子の姉） - 志乃原良子（幼少期：平沼和奈）
- 木村（刑事） - 嵯峨周平
- 清水（巡査） - 宮川浩
- 医師 - 岩田直二
- 刑事 - 加藤正記、東田達夫
- 水車小屋の老人 - 山本弘

第23作「黒い羽根の呪い」（1996年）
- 蓮池お由良（紋太夫の妻・温泉宿の女将） - 佐久間良子
- 蓮池珠生（蓮池家の養女） - とよた真帆
- 蓮池紋太夫（蓮池家当主・温泉宿経営） - 中丸忠雄
- 蓮池貞之助（珠生の夫・失踪中） - 四禮正明
- 兵頭泰輔（兵頭家長男） - 渋谷哲平
- 兵頭和哉（兵頭家次男） - 塩川健司
- 兵頭宇之助（兵藤家当主・蓮池家の宿敵） - 大下哲矢
- 兵頭敦子（宇之助の妻） - 佐野アツ子
- 幾代（蓮池家奉公人） - 沖直美
- 乗水直次郎（紋太夫の秘書） - 倉崎青児
- 里見万平（巡査） - 光石研
- 刑事 - 信実一徳

第24作「幽霊座」（1997年）
- 雷車鶴之丞（旅回り一座座長） - 十朱幸代
- 香織（旅回り一座座員） - 渋谷琴乃
- 牧野喜久雄（中島酒蔵従業員・本名は鶴之助） - 大沢健
- 千鶴（旅回り一座座員） - 川島美津子
- 岬乙女（旅回り一座座員） - 浅倉いづみ
- 紫虹（乙女の夫・旅回り一座座員） - 井上純一
- 水木京三郎（旅回り一座座員） - 片岡弘貴
- 音丸（旅回り一座座員） - 井田州彦
- 雷蔵（旅回り一座座員） - 志賀圭二郎
- 坪内晴夫（座付き作家） - 速水亮
- 三波伸夫（旅回り一座番頭） - 小島三児
- 夏目（相生座経営） - 穂積隆信
- 小柳（刑事・河合の助手） - 岡野進一郎
- 霊安室係官 - パンチ佐藤
- 岡本茉利

第25作「獄門島」（1997年）
- 鬼頭早苗（鬼頭三蔵の娘・鬼頭家の本家・本鬼頭の女主人） - 秋吉久美子
- 鬼頭勝子（肇と早苗の母） - 秋吉久美子（二役）
- 鬼頭月代（千萬太の異母妹・長女） - 櫻井淳子
- 鬼頭雪枝（千萬太の異母妹・次女） - 沢木蘭野
- 鬼頭花子（千萬太の異母妹・三女） - 木内美穂
- 鬼頭与三松（千萬太らの父） - うえだ峻
- 了然（千光寺住職・本鬼頭家の後見人） - 名古屋章
- 村瀬幸庵（獄門島の漢方医） - 織本順吉
- 荒木真喜平（獄門島の村長） - 北村総一朗
- 了沢（千光寺僧侶） - 石井洋祐
- 竹蔵（下男） - 丹古母鬼馬二
- 鬼頭儀兵衛（分鬼頭当主） - 島英司
- 鬼頭志保（鬼頭家の分家・分鬼頭の後妻） - 宮下順子
- 鵜飼章三（志保の愛人） - 藤木直人
- 鬼頭嘉右衛門（千萬太らの祖父・獄門島の主権者・故人） - 金田龍之介
- 鬼頭千萬太（与三松と時子の息子・金田一耕助の友人・故人） - 安藤一人
- 鬼頭肇（鬼頭三蔵の息子・早苗の兄） - 森源次郎
- 古田（復員詐欺師） - 趙方豪
- お小夜（与左松の後妻・月代ら三姉妹の母） - 絵沢萠子
- かね（女中） - 阿部裕見子
- 清水（巡査） - 光石研
- 中村（刑事） - 前田淳
- 三田 - 掛田誠

第26作「悪魔の仮面」（1998年）
- 仁礼鶴子（竜之助の妻） - 真野響子
- 仁礼琢馬（竜之助の弟） - 羽場裕一
- 仁礼竜之助（岡山県吉備郡黒姫村の仁礼家当主） - 大林丈史
- 仁礼朝彦（涼子の夫） - 中丸新将
- 仁礼宇之助（竜之助の叔父） - 大下哲矢
- 可南子（竜之助の世話人） - 北原佐和子
- 仁礼涼子（竜之助の長女） - 佐野アツ子
- 仁礼銀作（竜之助の叔父） - 石井愃一
- 仁礼扶美（宇之助の妻） - 巴三枝
- 仁礼千恵（銀作の妻） - 岡本茉利
- 鍋井（弁護士） - 市川勇
- 住職 - 江藤漢
- 根来（刑事） - 越村公一
- お民（奉公人） - 川島美津子
- 木米（下僕） - 市原清彦
- 小松（巡査） - 高松しげお
- 伊原幸司、水原ゆう紀

第27作「悪霊島」（1999年）
- 刑部巴（大膳の娘） - 山本陽子
- 刑部守衛（巴の夫） - 清水綋治
- 刑部真帆（巴の娘） - 中本奈奈
- 刑部大膳（刑部家当主） - 神山繁
- 越智竜平（越智家の長男・巴の元恋人） - 峰岸徹
- 越智拓郎（竜平の甥・真帆の恋人） - 中村俊介
- 越智松蔵（多年子の夫） - 内田稔
- 越智多年子（越智家の長女） - 小沢寿美恵
- 浅井はる（占い師・元助産婦） - 新村礼子
- 松本克子（越智家の女番頭） - 大橋芳枝
- 青木修三（旅館の客） - 深見亮介
- 三津木幾世（拓郎の育ての親） - 谷口香
- 山岡吉太郎（刑部家の使い） - 杉崎浩一
- 妹背四郎兵衛（人形遣い） - 北川勝博
- 村長 - 飯田和平
- 村長の妻 - 遊佐ナオ子
- 刑部旅館の女中 - 楠本たまき
- 山崎（巡査） - 粟津號
- 刑事 - 南條豊

第28作「トランプ台上の首」（2000年）
- 紅マヤ（「くれなゐ魔術団」女性マジシャン・金田一耕助の手品の師匠） - 古手川祐子（幼少期：新井葉月）
- 風間隼人（「くれなゐ魔術団」団員） - 三浦浩一
- 糸島礼次郎（酒場「黒猫亭」経営） - 石山律雄
- 日兆（蓮正寺の僧侶） - 出光秀一郎
- 寿代（「くれなゐ魔術団」団長） - 高畑淳子
- お君（「黒猫亭」元賄い） - 阪上和子
- 園田（歯科医） - 久保幸一
- 藤兵衛（右京丸の弟弟子） - 笠井一彦
- 関東医科歯科大学教授 - 名取幸政
- 桑野千代子（「くれなゐ魔術団」元団員） - 田村友里
- タマエ（「黒猫亭」ホステス） - 椿真由美
- 松田膳作（糸島繁子の養父・故人） - 天田益男
- シルク（「くれなゐ魔術団」団員） - ボナ植木
- ハット（「くれなゐ魔術団」団員） - パルト小石
- 右京丸（マジシャン） - 桐本琢也
- 服部（巡査） - 野添義弘
- 丸山（刑事） - 渡辺寛二
- 山下（刑事） - 小林健
- 吉松（元刑事） - 森塚敏
- 菊代（千夜子の母） - 久松夕子
- 住職 - 小池榮

第29作「水神村伝説殺人事件」（2002年）
- 本位田鶴代（大三郎の長女） - 坂口良子
- 本位田慎吉（大三郎の次男・「本位田土木」専務） - 石橋保
- 本位田大三郎（「本位田土木」社長・代議士） - 大林丈史
- 本位田槙子（大三郎の母） - 宮内順子
- 本位田大助（慎吉の兄・鶴代の弟） - 檀臣幸（幼少期：岩佐海斗）
- 横尾康之（岡山県知事） - 大和田伸也
- 秋月善太郎（秋月家22代当主・失踪中） - 西沢利明
- 秋月貞子（善太郎の妻） - 泉晶子
- 秋月凛子（善太郎と貞子の長女・横尾の秘書） - 田中美奈子
- 秋月伍一（善太郎と貞子の長男） - 檀臣幸（二役）（幼少期：岩佐来夢）
- 秋月幸二（善太郎と貞子の次男・秋月酒造社長） - 塩川健司
- 鹿蔵（使用人） - 二瓶鮫一
- 川端梨枝（慎吉の婚約者・大助の元許嫁） - 佐藤友紀
- 安達（「本位田土木」土木監督） - 志賀圭二郎
- 「本位田土木」作業員 - 掛田誠
- 「本位田土木」作業員 - 岸端正浩
- お杉 - 岸本鮎佳

第30作「人面瘡」（2003年）
- 渡辺松代（女中） - 斉藤由貴
- 渡辺由紀子（松代の妹） - 黒沢あすか
- お柳（薬師の湯の女将、貞二の母） - 淡路恵子
- 万造（薬師の湯の下男） - 沢竜二
- 貞二（薬師の湯の一人息子） - 倉田てつを
- 斎藤竜也（外務省事務次官） - 内田勝正
- 相田麻美（斎藤の愛人） - 三原じゅん子
- 田代啓吉（斎藤の運転手） - 宮下敬夫
- ウメ - あき竹城
- 岡本茉利

第31作「白蝋の死美人」（2004年）
- 伊澤加寿子（伊澤家当主） - 岡田茉莉子
- 伊澤信造（加寿子の長男・エログロ作家） - 新藤栄作
- 伊澤徹郎（加寿子の次男・厚生大臣） - 岸本祐二
- 伊澤早苗（加寿子の長女） - 西尾まり
- 雄島隆介（早苗の婚約者） - 前田耕陽
- 畔柳貞三郎（法医学教授） - 清水綋治
- 立花マリ（信造の妻・女優） - 杉本彩
- 瓜生朝二（新進彫刻家） - 橋本さとし
- 川村小百合（伊澤家のお手伝い） - 江口由起
- 亀井幸吉（出版社編集長） - 近童弐吉
- 亀井福美（幸吉の妻） - 葉山レイコ
- 島岡（刑事） - 浅見小四郎
- 三波美津江（養護施設園長） - 野口ふみえ
- 篠田香織（養護施設教師） - 大田沙也加
- 杉本元子（畔柳法医学研究所助手） - 辻えりか
- 徹郎の秘書 - 廣瀬謙
- 芸能記者 - まるの保
- 政治記者 - 加瀬尊朗

第32作「神隠し真珠郎」（2005年）
- 鵜藤由美（鵜藤家分家の長女） - 田中美里（幼少期：斉藤光香、少女期：秋田きよ美）
- 鵜藤真珠郎（鵜藤家の四男・18年前神隠しにあい行方不明） - 山﨑勝之（幼少期：工藤幸輝、少年期：伊藤純平）
- 鵜藤宗太郎（鵜藤家本家当主） - 神山繁
- 鵜藤ハツ（宗太郎の妻） - 浅利香津代
- 鵜藤宗次郎（宗太郎の弟、由美の父） - 曽我廼家文童
- 鵜藤美代子（由美の母） - 泉晶子
- 鵜藤雄一（鵜藤家の長男） - 柄沢次郎
- 乙骨研二（鵜藤家の次男・弁護士） - 勝村政信
- 鵜藤幸三（鵜藤家の三男） - まるの保
- 鵜藤峰子（雄一の妻） - 那須佐代子
- 鵜藤多賀子（幸三の妻） - 犬飼このり
- 西野千代（研二の母） - 山口美也子
- 鵜藤誠司（雄一の息子） - 小林且弥
- 鵜藤家下男 - 市原清彦
- 桂子（幸三の愛人） - 麻生奈美
- かず子（女中） - 上杉二美
- 志村（巡査） - 遠山俊也

## スタッフ

### 横溝正史シリーズI・II（スタッフ）
- 脚本 - 服部佳、安倍徹郎、岡本克己、石森史郎、石松愛弘、田坂啓、廣澤榮、安藤日出男、椋露地桂子、野上龍雄、米田いずみ、稲葉明子、鴨井達比古
- 監督 - 工藤栄一、蔵原惟繕、出目昌伸、鈴木英夫、斎藤光正、森一生、池広一夫、大州齋、長野卓、水野直樹、富本壮吉、渡邊祐介、井上芳夫、松尾昭典
- 制作 - 大映映画、映像京都、東宝、三船プロ

### 名探偵・金田一耕助シリーズ（スタッフ）
- 脚本 - 江連卓（8回）、峯尾基三（6回）、石原武龍（4回）、岡本克己（3回）、中村努（同）、和久田正明（同）、安倍徹郎（1回）、宮川一郎（同）、関本郁夫（同）、新津康子（同）、高村美智子（同）、田村恵（同）
- 監督 - 関本郁夫（8本）、原田眞治（5本）、山本厚（4本）、藤井克彦（3本）、吉田啓一郎（同）、西村昭五郎（2本）、田中徳三（同）、井上昭（1本）、児玉進（同）、山口和彦（同）、斎藤光正（同）、奥村正彦（同）
- 制作協力 - 映像京都、にっかつ撮影所、かとう企画
- 制作 - TBS、東阪企画

## 主題歌

### 横溝正史シリーズI・II（主題歌）
- 横溝正史シリーズI - 茶木みやこ「まぼろしの人」
作詞：寺山寿和、作曲：茶木みやこ、編曲：グッド・グリーフ（四人囃子の変名[6]）、演奏：グッド・グリーフ、発売：ハーベストレコード YA-1004 1977年5月1日発売
- 横溝正史シリーズII - 茶木みやこ「あざみの如く棘あれば」
作詞：阿久悠、作曲：茶木みやこ、編曲：岡井大二、演奏：グッド・グリーフ、発売：ハーベストレコード YA-1011 1978年5月発売

### 名探偵・金田一耕助シリーズ（主題歌）
- 「糸電話」
  - ※『本陣殺人事件』、『獄門岩の首』〜『香水心中』、『殺人鬼』〜『魔女の旋律』、『水神村伝説殺人事件』〜『白蠟の死美人』。
- 「見えない雨の降る街を」
  - ※『ミイラの花嫁』のみ。
  - 唄：古谷一行、作詞：山川啓介、作曲：伊勢正三、編曲：青木望、発売：VAPレコード（1983年）
  - A・B面カップリングのシングル盤
- 「三色幻燈」
  - 唄：内田あかり、作詞多夢星人、作曲：堀内孝雄
  - ※『悪魔が来りて笛を吹く』、『女怪』のみ。

## サウンドトラック
- 金田一耕助シリーズ ミイラの花嫁/獄門岩の首 オリジナル・サウンドトラック（2021年1月20日/CINEMA-KAN/規格番号CINK-109）

渡辺岳夫が保管していたマスターテープからのCD化。「ミイラの花嫁」「獄門岩の首」の音楽と、主題歌「糸電話」「見えない雨の降る街を」を収録。

## 放送日程

### 横溝正史シリーズI
| 話数 | 放送期間（放送回数）           | サブタイトル         | 制作          | 脚本     | 監督     | 視聴率                                                                   |
| ---- | ------------------------------ | -------------------- | ------------- | -------- | -------- | ------------------------------------------------------------------------ |
| 1    | 1977年4月02日 - 4月30日（5回） | 犬神家の一族         | 大映 映像京都 | 服部佳   | 工藤栄一 | 第1回23.4%、第2回20.5%、第3回19.0% 第4回16.7%、最終回22.4%。             |
| 2    | 5月07日 - 5月21日（3回）       | 本陣殺人事件         | 大映 映像京都 | 安倍徹郎 | 蔵原惟繕 | 第1回19.4%、第2回15.3%、最終回19.4%。                                    |
| 3    | 5月28日 - 6月18日（4回）       | 三つ首塔             | 東宝          | 岡本克己 | 出目昌伸 | 第1回16.7%、第2回15.9%、第3回11.0% 最終回15.6%。                         |
| 4    | 6月25日 - 7月23日（5回）       | 悪魔が来りて笛を吹く | 東宝          | 石森史郎 | 鈴木英夫 | 第1回14.5%、第2回12.3%、第3回13.1% 第4回13.4%、最終回16.7%。             |
| 5    | 7月30日 - 8月20日（4回）       | 獄門島               | 東宝          | 石松愛弘 | 斎藤光正 | 第1回13.1%、第2回11.0%、第3回12.3% 最終回13.7%。                         |
| 6    | 8月27日 - 10月1日（6回）       | 悪魔の手毬唄         | 大映 映像京都 | 田坂啓   | 森一生   | 第1回14.8%、第2回12.6%、第3回13.5% 第4回10.5%、第5回12.7%、最終回16.6%。 |

### 横溝正史シリーズII
| 話数 | 放送期間（放送回数）           | サブタイトル | 制作          | 脚本                | 監督     | 視聴率                                                       |
| ---- | ------------------------------ | ------------ | ------------- | ------------------- | -------- | ------------------------------------------------------------ |
| 1    | 1978年4月08日 - 5月06日（5回） | 八つ墓村     | 大映 映像京都 | 廣澤榮              | 池広一夫 | 第1回22.9%、第2回19.8%、第3回18.3% 第4回18.9%、最終回21.2%。 |
| 2    | 5月13日 - 5月27日（3回）       | 真珠郎       | 大映 映像京都 | 安藤日出男          | 大州齋   | 第1回19.6%、第2回19.0%、最終回19.5%。                        |
| 3    | 6月03日 - 6月24日（4回）       | 仮面舞踏会   | 東宝          | 椋露地桂子          | 長野卓   | 第1回20.2%、第2回16.7%、第3回18.0% 最終回18.5%。             |
| 4    | 7月01日 - 7月15日（3回）       | 不死蝶       | 大映 映像京都 | 野上龍雄 米田いずみ | 森一生   | 第1回19.5%、第2回15.9%、最終回14.4%。                        |
| 5    | 7月22日 - 8月05日（3回）       | 夜歩く       | 東宝          | 稲葉明子            | 水野直樹 | 第1回12.2%、第2回12.9%、最終回15.9%。                        |
| 6    | 8月12日 - 8月26日（3回）       | 女王蜂       | 三船プロ      | 石松愛弘            | 富本壮吉 | 第1回10.7%、第2回15.5%、最終回15.2%。                        |
| 7    | 9月02日 - 9月09日（2回）       | 黒猫亭事件   | 大映 映像京都 | 安倍徹郎            | 渡邊祐介 | 前編16.7%、後編17.5%。                                       |
| 8    | 9月16日 - 10月07日（4回）      | 仮面劇場     | 東宝          | 鴨井達比古          | 井上芳夫 | 第1回15.2%、第2回13.7%、第3回14.4% 最終回15.3%。             |
| 9    | 10月14日 - 10月28日（3回）     | 迷路荘の惨劇 | 三船プロ      | 田坂啓              | 松尾昭典 | 第1回16.8%、第2回14.4%、最終回17.9%。                        |

### 名探偵・金田一耕助シリーズ
| 話数 | 放送日         | サブタイトル         | 原作                                | 脚本              | 監督       |
| ---- | -------------- | -------------------- | ----------------------------------- | ----------------- | ---------- |
| 1    | 1983年02月19日 | 本陣殺人事件         | 「本陣殺人事件」                    | 安倍徹郎          | 井上昭     |
| 2    | 8月13日        | ミイラの花嫁         | 「木乃伊の花嫁」                    | 江連卓            | 児玉進     |
| 3    | 1984年03月03日 | 獄門岩の首           | 「首」                              | 中村努            | 田中徳三   |
| 4    | 1985年05月27日 | 霧の山荘             | 「霧の山荘」                        | 江連卓            | 山口和彦   |
| 5    | 1986年05月12日 | 死仮面               | 「死仮面」                          | 宮川一郎          | 西村昭五郎 |
| 6    | 1987年05月11日 | 香水心中             | 「香水心中」                        | 岡本克己          | 斎藤光正   |
| 7    | 1988年02月02日 | 不死蝶               | 「不死蝶」                          | 江連卓            | 西村昭五郎 |
| 8    | 7月26日        | 殺人鬼               | 「殺人鬼」                          | 岡本克己          | 藤井克彦   |
| 9    | 1989年03月27日 | 死神の矢             | 「死神の矢」                        | 岡本克己          | 関本郁夫   |
| 10   | 10月11日       | 薔薇王               | 「薔薇王」                          | 江連卓            | 藤井克彦   |
| 11   | 1990年10月05日 | 悪魔の手毬唄         | 「悪魔の手毬唄」                    | 峯尾基三          | 関本郁夫   |
| 12   | 1991年02月27日 | 魔女の旋律           | 「空蝉処女」                        | 江連卓            | 吉田啓一郎 |
| 13   | 7月01日        | 八つ墓村             | 「八つ墓村」                        | 関本郁夫 新津康子 | 関本郁夫   |
| 14   | 1992年04月09日 | 悪魔が来りて笛を吹く | 「悪魔が来りて笛を吹く」            | 江連卓            | 藤井克彦   |
| 15   | 7月27日        | 女怪                 | 「女怪」                            | 中村努            | 田中徳三   |
| 16   | 12月28日       | 病院坂の首縊りの家   | 「病院坂の首縊りの家」              | 高村美智子        | 関本郁夫   |
| 17   | 1993年07月05日 | 三つ首塔             | 「三つ首塔」                        | 和久田正明        | 関本郁夫   |
| 18   | 9月20日        | 迷路の花嫁           | 「迷路の花嫁」                      | 江連卓            | 原田眞治   |
| 19   | 1994年04月04日 | 女王蜂               | 「女王蜂」                          | 和久田正明        | 関本郁夫   |
| 20   | 8月22日        | 悪魔の唇             | 「悪魔の百唇譜」                    | 田村恵            | 原田眞治   |
| 21   | 1995年09月04日 | 悪魔の花嫁           | 「悪魔の家」                        | 江連卓            | 原田眞治   |
| 22   | 1996年01月02日 | 呪われた湖           | 「湖泥」                            | 中村努            | 原田眞治   |
| 23   | 3月25日        | 黒い羽根の呪い       | 「鴉」                              | 峯尾基三          | 関本郁夫   |
| 24   | 1997年01月03日 | 幽霊座               | 「幽霊座」                          | 峯尾基三          | 奥村正彦   |
| 25   | 5月05日        | 獄門島               | 「獄門島」                          | 和久田正明        | 関本郁夫   |
| 26   | 1998年03月30日 | 悪魔の仮面           | 「薔薇の別荘」 「神楽太夫」         | 峯尾基三          | 吉田啓一郎 |
| 27   | 1999年03月08日 | 悪霊島               | 「悪霊島」                          | 峯尾基三          | 原田眞治   |
| 28   | 2000年10月30日 | トランプ台上の首     | 「トランプ台上の首」 「黒猫亭事件」 | 峯尾基三          | 吉田啓一郎 |
| 29   | 2002年04月29日 | 水神村伝説殺人事件   | 「車井戸はなぜ軋る」                | 石原武龍          | 山本厚     |
| 30   | 2003年03月25日 | 人面瘡               | 「人面瘡」                          | 石原武龍          | 山本厚     |
| 31   | 2004年04月26日 | 白蝋の死美人         | 「蝋美人」 「雌蛭」                 | 石原武龍          | 山本厚     |
| 32   | 2005年07月18日 | 神隠し真珠郎         | 「真珠郎」                          | 石原武龍          | 山本厚     |

## ネット局
横溝正史シリーズI・II
※は遅れネット
- 毎日放送（制作局）
- 北海道放送
- 青森テレビ
- 岩手放送（現・IBC岩手放送）
- 東北放送
- 秋田放送（日本テレビ系列）※
- 山形放送（日本テレビ系列）※
- 福島テレビ（フジテレビ系列、ただし放送当時はTBS系列とのクロスネット局）
- 東京放送（現・TBSテレビ）
- 新潟放送（火曜22時に3日遅れで放送）※
- 信越放送※
- テレビ山梨
- 静岡放送
- 北日本放送（日本テレビ系列）※
- 北陸放送（1978年9月までは月曜22時に2日遅れで放送）※
- 福井テレビ（フジテレビ系列）※
- 中部日本放送（現・CBCテレビ）
- 山陰放送
- 山陽放送（現・RSK山陽放送）
- 中国放送
- テレビ山口（放送当時はフジテレビ系列とのクロスネット局、さらに1978年9月まではテレビ朝日系列局でもあった。木曜22時に5日遅れで放送）※
- 南海放送（日本テレビ系列）※
- テレビ愛媛（フジテレビ系列）※ 1983年に2シリーズまとめて放送
- テレビ高知
- RKB毎日放送
- 長崎放送※
- 熊本放送※
- 大分放送
- 宮崎放送
- 南日本放送※
- 琉球放送

上記のネット局は、以後の森村誠一シリーズ、高木彬光シリーズ、黒岩重吾シリーズなどに引き継がれた。